# Liste der Mitglieder des 3. Europäischen Parlamentes
- KdL: 14
- VEL: 28
- Grüne: 30
- SOC: 180
- RBW: 13
- LDR: 49
- NI: 12
- EVP: 121
- ED: 34
- EDA: 20
- DR: 17

- KdL: 14
- Grüne: 27
- SPE: 198
- RBW: 14
- LDR: 45
- NI: 26
- EVP-ED: 162
- EDA: 20
- DR: 12

Hier sind alle 518 Mitglieder des 3. Europäischen Parlamentes von 1989 bis 1994 alphabetischer Reihenfolge verzeichnet. Die Abgeordneten wurden bei der Europawahl 1989 gewählt, die zwischen dem 15. bis 18. Juni 1989 in den zwölf Mitgliedstaaten stattfand.
Nach der Wiedervereinigung Deutschlands entsandte der Deutsche Bundestag zudem am 21. Februar 1991 18 Beobachter aus dem Gebiet der ehemaligen DDR zum Europäischen Parlament.
Im Mai 1992 schlossen sich bis auf wenige Ausnahmen die Mitglieder der Fraktion der Europäischen Demokraten der Fraktion der Europäischen Volkspartei an, die sich ab da Fraktion der Europäischen Volkspartei und europäischer Demokraten nannte.
Am 12. Januar 1993 löste sich die Fraktion der Vereinigten Europäischen Linken (VEL) auf, weil die Abgeordneten der Partito Democratico della Sinistra (PDS) der Sozialistischen Fraktion beitraten und die VEL damit unter die Mindestmitgliederzahl sank.

## Sitzverteilung

### Nach Fraktionen
| Kürzel                                            | Fraktion | Mitglieder (Anfang) | Änderungen | Mitglieder (Ende) |
| ------------------------------------------------- | --- | ------------------- | ---------- | ----------------- |
| SOCSPE                                            | Sozialistische Fraktion Fraktion der Sozialdemokratischen Partei Europas (ab 21. April 1993)                          | 180                 | +18        | 198               |
| EVPEVP-ED                                         | Fraktion der Europäischen Volkspartei Fraktion der Europäischen Volkspartei und europäischer Demokraten (ab Mai 1992) | 121                 | +41        | 162               |
| LDR                                               | Liberale und Demokratische Reformfraktion                                                                             | 049                 | 0–4        | 045               |
| ED                                                | Fraktion der Europäischen Demokraten (bis Mai 1992)                                                                   | 034                 | –34        | 0                 |
| Grüne                                             | Fraktion Die Grünen im Europäischen Parlament                                                                         | 030                 | 0–3        | 027               |
| VEL                                               | Fraktion der Vereinigten Europäischen Linken (bis 12. Januar 1993)                                                    | 028                 | –28        | 0                 |
| EDA                                               | Fraktion der Sammlungsbewegung der Europäischen Demokraten                                                            | 020                 | 0±0        | 020               |
| DR                                                | Technische Fraktion der Europäischen Rechten                                                                          | 017                 | 0–5        | 012               |
| KdL                                               | Koalition der Linken                                                                                                  | 014                 | 0±0        | 014               |
| RBW                                               | Regenbogenfraktion | 013                 | 0+1        | 014               |
| NI                                                | Fraktionslose Abgeordnete                                                                                             | 012                 | +14        | 026               |
| Anzahl der Abgeordneten im Europäischen Parlament | Anzahl der Abgeordneten im Europäischen Parlament                                                                     | 518                 | 0±0        | 518               |

### Nach Ländern
| Belgien | Dänemark | Deutschland | Frankreich | Griechenland | Irland | Italien | Luxemburg | Niederlande | Portugal | Spanien | Vereinigtes Königreich | Gesamt |
| ------- | -------- | ----------- | ---------- | ------------ | ------ | ------- | --------- | ----------- | -------- | ------- | ---------------------- | ------ |
| 24      | 16       | 81          | 81         | 24           | 15     | 81      | 6         | 25          | 24       | 60      | 81                     | 518    |

## A
- Gordon Adam
- Maria Adelaide Aglietta
- Sylviane Ainardi
- Alekos Alavanos
- Siegbert Alber
- Mechthild von Alemann
- Jean-Marie Alexandre
- Claude Allègre
- Michèle Alliot-Marie
- José Álvarez de Paz
- Rui Amaral
- Gianfranco Amendola
- Georgios Anastassopoulos
- Hedy d’Ancona
- Anne André-Léonard
- Niall Andrews
- Didier Anger
- Bernard Antony
- José Apolinário
- Víctor Manuel Arbeloa Muru
- Aline Archimbaud
- Javier Areitio Toledo
- Miguel Arias Cañete
- Marie-Christine Aulas
- Claude Autant-Lara
- Paraskevas Avgerinos

## B
- Gianni Baget Bozzo
- Richard Balfe
- Juan María Bandrés Molet
- Mary Banotti
- José Barata Moura
- Enrique Barón Crespo
- Heribert Barrera i Costa
- José Barros Moura
- Roger Barton
- Michèle Barzach
- Roberto Barzanti
- Charles Baur
- Christopher Beazley
- Peter Beazley
- Luis Filipe Pais Beirôco
- Maria Belo
- Jean-Paul Benoit
- Pierre Bernard-Reymond
- Jan Bertens
- Nicholas Bethell, 4. Baron Bethell
- Virginio Bettini
- Vincenzo Bettiza
- Bouke Beumer
- Rosaria Bindi
- John Bird
- Birgit Bjornvig
- Freddy Blak
- Neil Blaney
- Yvan Blot
- Reinhold Bocklet
- Pedro Bofill Abeilhe
- Reimer Böge
- Bruno Boissière
- Alain Bombard
- Jens-Peter Bonde
- Andrea Bonetti
- Rinaldo Bontempi
- Franco Borgo
- Jean-Louis Borloo
- Jean-Louis Bourlanges
- David Bowe
- Jürgen Brand
- Ursula Braun-Moser
- Georges de Brémonds d’Ars
- Hiltrud Breyer
- Yvon Briant
- Mathilde van den Brink
- Rogério Brito
- Elmar Brok
- Carlos María Bru Purón
- Janey O’Neil Buchan
- Martine Buron

## C
- Jesús Cabezón Alonso
- Rafael Calvo Ortega
- Juan José de la Cámara Martínez
- Pío Cabanillas Gallas
- Pedro Manuel Canavarro
- Eusebio Cano Pinto
- António Capucho
- Antonio Cariglia
- Pierre Carniti
- Carlos Carvalhas
- José Vicente Carvalho Cardoso
- Carlo Casini
- José Ramón Caso Garcia
- Maria Luisa Cassanmagnago Ceretti
- Bryan Cassidy
- Luciana Castellina
- Anna Catasta
- Fred Catherwood
- Gérard Caudron
- Janine Cayet
- Adriana Ceci
- Pierre Ceyrac
- Henry Chabert
- Raphaël Chanterie
- Raymond Chesa
- Jean-Marie le Chevallier
- Claude Cheysson
- Mauro Chiabrando
- Frode Nør Christensen
- Ib Christensen
- Ejner Hovgård Christiansen
- Efthymios Christodoulou
- Gaetano Cingari
- Ken Coates
- Yves Cochet
- Carlos Coelho
- António Antero Coimbra Martins
- Luigi Alberto Colajanni
- Juan Colino Salamanca
- Kenneth Collins
- Joan Colom I Naval
- Emilio Colombo
- Renée Conan
- Felice Contu
- Patrick Mark Cooney
- Maria Teresa Coppo Gavazzi
- Francesco Corleone
- Petrus Cornelissen
- Jean-Pierre Cot
- Pat Cox
- Birgit Cramon Daiber
- Peter Crampton
- João Cravinho
- Christine Crawley
- Bettino Craxi
- Artur da Cunha Oliveira
- John Cushnahan

## D
- Joachim Dalsass
- Margaret Daly
- Piet Dankert
- Wayne David
- Willy De Clercq
- Biagio De Giovanni
- Karel De Gucht
- Proinsias De Rossa
- Andrea Carmine De Simone
- Michel Debatisse
- Jean Defraigne
- Claude Delcroix
- Robert Delorozoy
- Marie-José Denys
- Gérard Deprez
- Claude Desama
- Barry Desmond
- Dimitrios Dessylas
- Mario Dido’
- Carmen Díez De Rivera Icaza
- Nel van Dijk
- Karel Dillen
- Marguerite-Marie Dinguirard
- Elio Di Rupo
- Teresa Domingo Segarra
- François-Xavier de Donnea
- Alan Donnelly
- Philippe Douste-Blazy
- José Manuel Duarte Cendán
- Bárbara Dührkop Dührkop
- Raymonde Dury
- Maurice Duverger

## E
- James Elles
- Michael Elliott
- Mireille Elmalan
- Vassilis Ephremidis
- Brigitte Ernst de la Graete
- Arturo Juan Escuder Croft
- José Antonio Escudero
- Nicolas Estgen
- Winnie Ewing

## F
- Laurent Fabius
- Alexander Falconer
- Enrico Falqui
- Antonio Fantini
- Giulio Fantuzzi
- Gipo Farassino
- Ben Fayot
- Gerardo Fernández-Albor
- Solange Fernex
- Giuliano Ferrara
- Concepció Ferrer
- Enrico Ferri
- Gianfranco Fini
- Gene FitzGerald
- James Fitzsimons
- Colette Flesch
- Karl-Heinz Florenz
- Nicole Fontaine
- Glyn Ford
- Arnaldo Forlani
- Roberto Formigoni
- Mario Forte
- André Fourçans
- Yves Frémion
- Ingo Friedrich
- Bernard Frimat
- François Froment-Meurice
- Gérard Fuchs
- Honor Funk

## G
- Gerardo Gaibisso
- Yves Galland
- Marc Galle
- Giulio Cesare Gallenzi
- Max Gallo
- Juan Antonio Gangoiti Llaguno
- Juan Carlos Garaikoetxea Urriza
- Vasco Garcia
- Manuel García Amigo
- Ludivina García Arias
- Carles-Alfred Gasòliba I Böhm
- Charles de Gaulle
- Jas Gawronski
- Des Geraghty
- Marietta Giannakou
- José María Gil-Robles Gil-Delgado
- Valéry Giscard d’Estaing
- Calogero lo Giudice
- Ernest Glinne
- Annemarie Goedmakers
- Bruno Gollnisch
- Fernando Manuel Santos Gomes
- Laura González Álvarez
- Giovanni Goria
- Willi Görlach
- Friedrich-Wilhelm Graefe zu Baringdorf
- Pauline Green
- Maxime François Gremetz
- Lissy Gröner
- Johanna Grund
- Guy Jean Guermeur
- Francesco Guidolin
- François Guillaume
- Maren Günther
- Antoni Gutiérrez Díaz

## H
- Otto von Habsburg
- Menelaos Hadjigeorgiou
- Helga Haller von Hallerstein
- Klaus Hänsch
- José Happart
- Lyndon Harrison
- Jean-Paul Heider
- Fernand Herman
- Anna Hermans
- Robert Hersant
- Michel Hervé
- Philippe A.R. Herzog
- Michael J. Hindley
- Magdalene Hoff
- Martin Holzfuß
- Geoff Hoon
- Karsten Friedrich Hoppenstedt
- Jean-François Hory
- Paul Howell
- Stephen Hughes
- John Hume

## I
- Franco Iacono
- Renzo Imbeni
- Richard Inglewood
- Antonio Iodice
- Marie Anne Isler Béguin
- John Iversen
- María Izquierdo Rojo

## J
- Caroline Jackson
- Christopher Jackson
- Erhard Jakobsen
- James Janssen van Raay
- Georg Jarzembowski
- Kirsten Jensen
- Marie Jepsen
- Claire Joanny
- Karin Junker
- Alain Juppé

## K
- Emmanouil Karellis
- Edward Kellett-Bowman
- Hedwig Keppelhoff-Wiechert
- Mark Killilea junior
- Egon Klepsch
- Niels Anker Kofoed
- Heinz Köhler
- Klaus-Peter Köhler
- Sotiris Kostopoulos
- Robert Krieps
- Annemarie Kuhn

## L
- Christian de La Malène
- Giorgio La Malfa
- Antonio La Pergola
- Jeannou Lacaze
- José María Lafuente López
- Efstathios Lagakos
- Lelio Lagorio
- Patrick Joseph Lalor
- Francesco Lamanna
- Alain Lamassoure
- Panayotis Lambrias
- Karmelo Landa Mendibe
- Patrick Lane
- Brigitte Langenhagen
- Alexander Langer
- Horst Langes
- Paul Lannoye
- Jessica Larive
- Nereo Laroni
- Pierre Lataillade
- Louis Lauga
- Jean-Marie Le Pen
- Martine Lehideux
- Gerd Ludwig Lemmer
- Marlene Lenz
- Salvatore Lima
- Rolf Linkohr
- Dionysios Livanos
- Carmen Llorca Vilaplana
- Alfred Lomas
- Francisco António Lucas Pires
- Astrid Lulling
- Rudolf Luster
- Günter Lüttge

## M
- Alain Madelin
- Maria Magnani Noya
- Thomas Joseph Maher
- Gepa Maibaum
- Hanja Maij-Weggen
- Kurt Malangré
- Claude Malhuret
- Bernie Malone
- Agostino Mantovani
- Pol Marck
- Luís Marinho
- Alain Marleix
- António Joaquim Marques Mendes
- David Martin
- Simone Martin
- Jean-Claude Martinez
- Aldo de Matteo
- Vincenzo Mattina
- Sylvie Mayer
- Antonio Mazzone
- Joe McCartin
- Henry Bell Mccubbin
- Michael Mcgowan
- Anne Caroline Mcintosh
- Hugh Mcmahon
- Edward McMillan-Scott
- Nora Mebrak-Zaïdi
- Manuel Medina Ortega
- Thomas Megahy
- Bruno Mégret
- Eugenio Melandri
- Arne Melchior
- Mario Melis
- José Mendes Bota
- Íñigo Méndez de Vigo
- Winfried Menrad
- Friedrich Merz
- Alman Metten
- Alberto Michelini
- Karl-Heinrich Mihr
- Joaquim Miranda
- Ana Miranda de Lage
- Pietro Mitolo
- Gérard Monnier-Besombes
- José María Montero Zabala
- Aymeri de Montesquiou Fezensac
- James Moorhouse
- Fernando Morán López
- Luigi Moretti
- Raúl Morodo Leoncio
- David Morris
- Giuseppe Mottola
- Gerd Müller
- Günther Müller
- Werner Münch
- Hemmo Muntingh
- Cristiana Muscardini
- François Musso

## N
- Pasqualina Napoletano
- Vito Napoli
- Giorgio Napolitano
- Antonio Navarro
- Harald Neubauer
- Arthur Stanley Newens
- Edward Newman
- Bill Newton Dunn
- Dimitrios Nianias
- Jim Nicholson
- Tove Nielsen
- Jean-Thomas Nordmann

## O
- Achille Occhetto
- Christine Margaret Oddy
- Charles Strachey, 4. Baron O’Hagan
- Francisco Oliva Garcia
- Gérard Onesta
- Leyla Onur
- Ria Oomen-Ruijten
- Arie Oostlander
- Marcelino Oreja Aguirre
- Leopoldo Ortiz Climent
- Lode van Outrive

## P
- Pedro Pacheco Herrera
- Doris Pack
- Dimitrios Pagoropoulos
- Ian Paisley
- Gabriele Panizzi
- Marco Pannella
- Mihail Papayannakis
- Christos Papoutsis
- Eolo Parodi
- Karl Partsch
- Jean-Claude Pasty
- George Benjamin Patterson
- Karla Peijs
- Jean Penders
- Virgílio Pereira
- Fernando Pérez Royo
- Carlos Perreau De Pinninck Domenech
- Hartmut Perschau
- Nicole Pery
- Ioannis Pesmazoglou
- Helwin Peter
- Johannes Wilhelm Peters
- Cesare de Piccoli
- Willi Piecyk
- Dorothee Piermont
- Filippos Pierros
- Carlos Pimenta
- Michel Pinton
- Karel Pinxten
- René-Emile Piquet
- Fritz Pirkl
- Ferruccio Pisoni
- Nino Pisoni
- Luis Planas Puchades
- Henry Plumb, Baron Plumb
- Lydie Polfer
- Anita Jean Pollack
- José Javier Pomés Ruiz
- Alain Pompidou
- Josep Pons Grau
- Giacomo Porrazzini
- Manuel Porto
- José Domingo Posada González
- Hans-Gert Pöttering
- Derek Prag
- Peter Price
- Bartho Pronk
- Christopher Prout, Baron Kingsland
- Elda Pucci
- Alonso José Puerta
- Eduard Punset i Casals
- Maartje van Putten

## Q
- Jean Querbes
- Godelieve Quisthoudt-Rowohl
- Eva Quistorp

## R
- Jean-Pierre Raffarin
- Jean-Pierre Raffin
- Georgios Raftopoulos
- Andrea Raggio
- Juan de Dios Ramírez Heredia
- Christa Randzio-Plath
- Giuseppe Rauti
- Patricia Rawlings, Baroness Rawlings
- Imelda Mary Read
- Viviane Reding
- Tullio Regge
- Marc Reymann
- Sérgio Ribeiro
- Günter Rinsche
- Klaus Riskær Pedersen
- Carlos Robles Piquer
- Dieter Rogalla
- Georgios Romeos
- Domènec Romera I Alcàzar
- Edoardo Ronchi
- Joanna Rønn
- Frédéric Rosmini
- Giorgio Rossetti
- Claudia Roth
- Dagmar Roth-Behrendt
- Mechtild Rothe
- Willi Rothley
- Panayotis Roumeliotis
- Christian Foldberg Rovsing
- Xavier Rubert de Ventós
- Mario Giovanni Guerriero Ruffini
- Guadalupe Ruiz-Giménez Aguilar
- José María Ruiz Mateos

## S
- Henri Saby
- André Sainjon
- Jannis Sakellariou
- Margarida Salema Martins
- Heinke Salisch
- Bernhard Sälzer
- Detlev Samland
- Isidoro Sánchez García
- Ulla Margrethe Sandbæk
- Maria Amélia Santos
- Diego de los Santos López
- Francisco Javier Sanz Fernández
- Enrique Sapena Granell
- Georgios Saridakis
- Pavlos Sarlis
- Gabriele Sboarina
- Edgar Josef Schiedermeier
- Dieter Schinzel
- Marcel Schlechter
- Emil Schlee
- Ursula Schleicher
- Gerhard Schmid
- Barbara Schmidbauer
- Hans-Günter Schodruch
- Franz Schönhuber
- Léon Schwartzenberg
- James Scott-Hopkins
- Barry Seal
- Madron Richard Seligman
- Mateo Sierra Bardají
- Max Simeoni
- Richard Simmonds
- Barbara Simons
- Anthony Simpson
- Brian Simpson
- Joaquín Sisó Cruellas
- Alex Smith
- Llewellyn Smith
- Jan Sonneveld
- André Soulier
- Roberto Speciale
- Tom Spencer
- Francesco Speroni
- Paul Staes
- Ioannis Stamoulis
- Franz Ludwig Schenk Graf von Stauffenberg
- Konstantinos Stavrou
- John Stevens
- George Stevenson
- Kenneth Stewart
- Jack Stewart-Clark
- Fernando Suárez González

## T
- Marco Taradash
- Giuseppe Tatarella
- Jacques Tauran
- Djida Tazdaït
- Wilfried Telkämper
- Anna Terrón I Cusí
- Bernard Thareau
- Diemut Theato
- Marianne Thyssen
- Leo Tindemans
- Gary Titley
- John Tomlinson
- Carole Tongue
- Günter Topmann
- José Manuel Torres Couto
- Catherine Trautmann
- Renzo Trivelli
- Konstantinos Tsimas
- Amédée Turner

## U
- Dick Ukeiwé

## V
- Dacia Valent
- José Valverde López
- Jaak Vandemeulebroucke
- Marijke Van Hemeldonck
- Jean-Marie Vanlerenberghe
- Marie-Claude Vayssade
- José Vázquez Fouz
- Luciano Vecchi
- Simone Veil
- Wim van Velzen
- Herman Verbeek
- Josep Verde I Aldea
- Maxime Verhagen
- Jacques Vernier
- Luigi Vertemati
- Yves Verwaerde
- Bruno Visentini
- Ben Visser
- Kurt Vittinghoff
- Lorenzo de Vitto
- Manfred Vohrer
- Dominique Voynet
- Gijs de Vries
- Thomas von der Vring

## W
- Leen van der Waal
- Antoine Waechter
- Gerd Walter
- Beate Weber
- Rüdiger von Wechmar
- Michael Welsh
- Norman West
- Klaus Wettig
- Ian White
- Florus Wijsenbeek
- Anthony Joseph Wilson
- Karl von Wogau
- Eisso Woltjer
- Francis Wurtz
- Terence Wynn

## Z
- Axel Zarges
- Georgios Zavvos
- Adrien Zeller

## Quelle
- Europäisches Parlament